# Позорина
Позорина — упразднённая деревня в Каргапольском районе Курганской области России. На момент упразднения входила в состав Осиновского сельсовета. Упразднена в 1964 году.

## География
Деревня находилась на северо-западе Курганской области, в пределах юго-западной части Западно-Сибирской равнины, в лесостепной зоне, на правом берегу реки Осиновка (приток Исети), на расстоянии примерно 2 км к юго-западу от деревни Осиновское.

### Климат
Климат характеризуется как резко континентальный, с холодной продолжительной малоснежной зимой и тёплым сухим летом. Среднегодовая температура — 1 °C. Средняя температура воздуха самого холодного месяца (января) составляет −17,4 °C (абсолютный минимум — −46 °С); самого тёплого месяца (июля) — 18,4 °C (абсолютный максимум — 39 °С). Безморозный период длится 120 дней. Годовое количество атмосферных осадков — 382 мм, из которых 287 мм выпадает в период с апреля по октябрь. Продолжительность периода с устойчивым снежным покровом равна 161 дню.

## История
До 1919 года в Осиновской волости Шадринского уезда Пермской губернии. По данным на 1926 год деревня состояла из 67 хозяйств. В административном отношении входила в состав Осиновского сельсовета Шадринского района Шадринского округа Уральской области.
В 1930-е годы в деревне образован колхоз «Стахановец». С 1950 года отделение укрупненного колхоза имени Калинина.
Решением Курганского облисполкома № 79 от 24.02.1964 года деревня Позорина исключена из учётных данных как сселившаяся.

## Население
По данным переписи 1926 года в деревне проживало 336 человек (162 мужчины и 174 женщины), из которых русские составляли 97 % населения, 3 % — белорусы.